# Aşağışamlı, Merkezefendi
Aşağışamlı là một thị trấn thuộc huyện Merkezefendi, tỉnh Denizli, Thổ Nhĩ Kỳ. Dân số thời điểm năm 2010 là 1.2 người.